# Mezoiontové sloučeniny

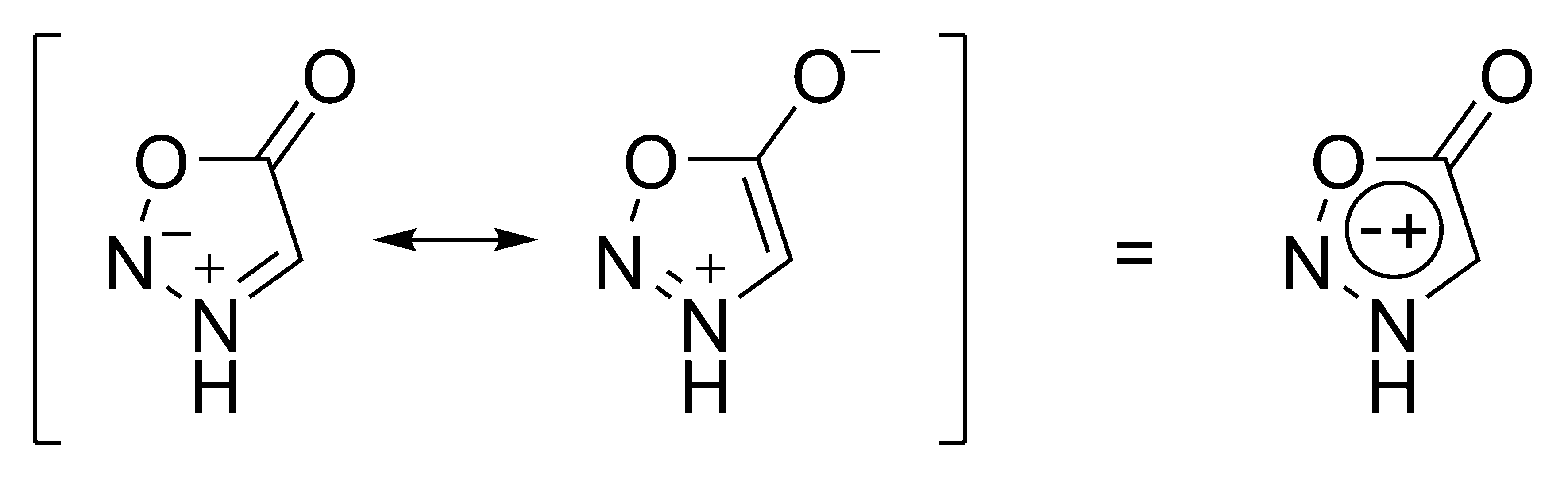
Sydnonové struktury jsou mezoiontové

Mezoiontové sloučeniny jsou chemické sloučeniny, které obsahují dipolární heterocykly a u kterých jsou záporný i kladný náboj delokalizovány. U těchto sloučenin neexistují nenabité rezonanční struktury a jejich vlastnosti nelze dostatečně popsat pomocí jedné struktury. Mezoiontové sloučeniny jsou jednou ze tříd betainů.
Příklady mohou být sydnony a sydnoniminy (například stimulans mezokarb), münchnony a mezoiontové karbeny.
Formální kladný náboj se nachází na atomech tvořících cyklus a formální záporný náboj může být na atomech v kruhu i mimo něj.
Mezoiontové sloučeniny jsou stabilní zwitterionty a nebenzenové aromatické sloučeniny.